# U-591
El submarí alemany U-591 va ser un submarí tipus VIIC construït per la Kriegsmarine de l'Alemanya nazi per al servei durant la Segona Guerra Mundial.

## Disseny
Els submarins alemanys de tipus VIIC van ser precedits pels submarins de tipus VIIB més curts. L'U-591 tenia un desplaçament de 769 tones (757 tones llargues) quan estava a la superfície i de 871 tones (857 tones llargues) mentre estava submergit. Tenia una longitud total de 67,10 m (220 peus 2 polzades), una longitud del casc a pressió de 50,50 m (165 peus 8 polzades), una mànega de 6,20 m (20 peus 4 polzades), una alçada de 9,60 m (31 peus 6 polzades) i un calat de 4,74 m (15 peus 7 polzades). El submarí estava propulsat per dos motors dièsel sobrealimentats de sis cilindres i quatre temps Germaniawerft F46, produint un total de 2.800 a 3.200 cavalls de potència (2.060 a 2.350 kW; 2.760 a 3.160 shp) per al seu ús a la superfície, dos motors elèctrics de doble efecte Brown, Boveri & Cie GG UB 720/8 que produïen un total de 750 cavalls de potència (75500 kW); shp) per utilitzar-lo submergit. Tenia dos eixos i dues hèlixs d'1,23 m (4 peus). El vaixell era capaç d'operar a profunditats de fins a 230 metres (750 peus).
El submarí tenia una velocitat màxima en superfície de 17,7 nusos (32,8 km/h; 20,4 mph) i una velocitat màxima submergida de 7,6 nusos (14,1 km/h; 8,7 mph). Quan estava submergit, el vaixell podia operar durant 80 milles nàutiques (150 km; 92 milles) a 4 nusos (7,4 km/h; 4,6 mph); mentre que a la superfície podia viatjar 8.500 milles nàutiques (15.700 km; 9.800 milles) a 10 nusos (19 km/h; 12 mph).
L'U-591 estava equipat amb cinc tubs de torpedes de 53,3 cm (21 polzades) (quatre muntats a la proa i un a la popa), catorze torpedes, un canó naval SK C/35 de 8,8cm (3,46 polzades), 220 projectils i un canó antiaeri C/30 de 2 cm (0,79 polzades). El vaixell tenia una tripulació de d'entre 44 i 60 oficials i mariners.

## Història
La seva quilla es va posar el 30 d'octubre de 1940 a Blohm & Voss, Hamburg, amb número de drassana 567, avarat el 20 d'agost de 1941 i comissionat el 9 d'octubre de 1941 el comandament del Kapitänleutnant Hans-Jürgen Zetzsche.
El servei del vaixell va començar el 9 d'octubre de 1941 amb entrenament, seguit d'un servei actiu com a part de la 6a Flotilla d'U-Boot. Va ser transferit a l'11a Flotilla l'1 de juliol de 1942 per al servei actiu a l'Atlàntic Nord operant des de Bergen. L'any següent, l'1 de juny de 1943, va ser transferit a la 9a Flotilla operant a Brest, França.
En 8 patrulles va enfonsar quatre vaixells mercants, amb un total de 19.932  tones de registre brut (TRB), a més d'un vaixell mercant danyat.

### Comboi ONS 154
La primera víctima del comboi ONS 154 va ser el carguer norueg Norse King , de 5.701 TRB , el segon de la columna onze, el 28 de desembre de 1942. Un torpede de l'U-591 el va impactar a les 20:04. Greument danyat, el Norse King va intentar coixejar fins a les Açores, però va ser trobat per l'U-435 i enfonsat.
El segon èxit de l'U-591 va ser el carguer Zarian, de 4.871 TRB, de la United Africa Company, greument danyat i abandonat , amb un únic torpede, tot i que va fallar el Baron Cochrane.

### Comboi SC 121
Havent tornat recentment al mar després d'una llarga recuperació de ferides de bala, Hans-Jürgen Zetzsche estava dirigit cap el Comboi SC 121 quan va albirar l'Empire Impala, que estava a punt de recollir supervivents del torpedinat Egyptian, el 7 de març de 1943. De la tripulació combinada de 80 homes, tant de l'Egyptian com de l'Empire Impala , només 3 van sobreviure.

### Destí
L'U-591 va ser enfonsat el 30 de juliol de 1943 a l'Atlàntic Sud prop de Pernambuco a la posició 08° 36′ S, 34° 34′ O / 8.600°S,34.567°O; va ser bombardejat amb profunditat per un avió Lockheed Ventura VB-127 dels Estats Units. Hi va haver 19 morts i 28 supervivents.

## Comandants
- Kptlt. Hans-Jürgen Zetzsche - 9 d'octubre de 1941 – 8 de setembre de 1942
- Oblt.z.S. Peter Schrewe - 9 de setembre – 12 de novembre de 1942
- Kptlt. Hans-Jürgen Zetzsche - 12 de novembre de 1942 – 17 de maig de 1943
- Lt.z.S. Joachim Sauerbier - 15 – 17 de maig de 1943
- Oblt.z.S. Reimar Ziesmer - 17 de maig de 1943 - 30 de juliol de 1943

## Llopades
L'U-591 va participar en nou llopades , concretament:
- Schlei (21 de gener - 12 de febrer de 1942)
- Bums (6 – 10 d'abril de 1942)
- Greif (14 – 29 de maig de 1942)
- Nebelkönig (27 de juliol – 13 d'agost de 1942)
- Ungestüm (11-30 de desembre de 1942)
- Sturmbock (21-26 de febrer de 1943)
- Wildfang (26 de febrer - 5 de març de 1943)
- Westmark (6 – 11 de març de 1943)
- Seewolf (21 – 30 de març de 1943)

## Resum de l'historial d'atacs
| Data                   | Nom            | Nationalitat | Tonatge (GRT) | Destí    |
| ---------------------- | -------------- | ------------ | ------------- | -------- |
| 21 de desembre de 1942 | Montreal City  | Regne Unit   | 3,066         | Enfonsat |
| 28 de desembre de 1942 | Norse King     | Noruega      | 5,701         | Danyat   |
| 29 de desembre de 1942 | Zarian         | Regne Unit   | 4,871         | Enfonsat |
| 7 de març de 1943      | Empire Impala  | Regne Unit   | 6,116         | Enfonsat |
| 8 de març de 1943      | Vojvoda Putnik | Iugoslàvia   | 5,879         | Enfonsat |